# (10295) Hippolyta
(10295) Hippolyta  es un asteroide perteneciente al grupo de los asteroides que cruzan la órbita de Marte.
Fue descubierto por Eugene Merle Shoemaker y Carolyn Jean S. Shoemaker el 12 de abril de 1988 desde el observatorio del Monte Palomar, Estados Unidos.

## Designación y nombre
Designado provisionalmente como 1988 GB, fue nombrado por Hipólita, una de las más grandes reinas de las amazonas. Llevaba un hermoso cinturón dorado, un regalo de su padre Ares, el dios de la guerra, como símbolo de su reinado amazónico. Heracles fue enviado por los griegos para adquirir el cinturón, tuvo lugar una batalla y murió la hermosa Hipólita.

## Características orbitales
(10295) Hippolyta está situado a una distancia media del Sol de 1,974 ua, pudiendo alejarse hasta 2,634 ua y acercarse hasta 1,315 ua. Su excentricidad es 0,334 y la inclinación orbital 19,246 grados. Emplea 1013,22 días en completar una órbita alrededor del Sol.
Las próximas aproximaciones a la órbita terrestre ocurrirán el 5 de mayo de 2038, el 10 de mayo de 2063 y el 17 de abril de 2074.

## Características físicas
La magnitud absoluta de (10295) Hippolyta es 16,72. 